# Раджабова, Курбаной
Курбаной Раджабова (11 июля 1923 год — 2006 год, Гафуров, Таджикистан) — советская таджикская колхозница, звеньевая колхоза «Большевик» Сталинабадского района Сталинабадской области, Таджикская ССР. Герой Социалистического Труда (1948).

## Биография
В 1940-х годах трудилась рядовой колхозницей, звеньевой колхоза «Большевик» Сталинабадского района Таджикской ССР. 
В 1947 году звено под руководством Курбаной Раджабовой собрало высокий урожай хлопка. Указом Президиума Верховного Совета СССР от 1 марта 1948 года удостоена звания Героя Социалистического Труда за «получение высокого урожая хлопка при выполнении колхозом обязательных поставок и натуроплаты за работу МТС в 1947 году и обеспеченности семенами зерновых культур для весеннего сева 1948 года» с вручением ордена Ленина и золотой медали «Серп и Молот».
Этим же Указом звания Героя Социалистического Труда удостоен председатель колхоза Абдупато Атаназаров.
Проживала в посёлке Гафуров. Умерла в 2006 году.